# Mississípico
| Pérmico                                      | Cisuraliano  | Asseliano    | mais recente |
| Carbonífero                                  | Pensilvânico | Gjeliano     | 299.0–303.9  |
| Carbonífero                                  | Pensilvânico | Casimoviano  | 303.9–306.5  |
| Carbonífero                                  | Pensilvânico | Moscoviano   | 306.5–311.7  |
| Carbonífero                                  | Pensilvânico | Basquiriano  | 311.7–318.1  |
| Carbonífero                                  | Mississípico | Serpucoviano | 318.1–328.3  |
| Carbonífero                                  | Mississípico | Viseiano     | 328.3–345.3  |
| Carbonífero                                  | Mississípico | Turnaciano   | 345.3–359.2  |
| Devónico                                     | Superior     | Fameniano    | mais antigo  |
| Subdivisão do Carbonífero de acordo com ICS. |              |              |              |

Na escala de tempo geológico, o Mississípico, Mississipiense ou Mississipiano é a época do período Carbonífero da era Paleozoica do éon Fanerozoico que está compreendida entre 359 milhões e 200 mil e 318 milhões e 100 mil anos atrás, aproximadamente. A época Mississippi sucede a época Devoniana Superior do período Devoniano de sua era e precede a época Pensilvânica de seu período. Divide-se nas idades Turnaciana, Viseiana e Serpucoviana, da mais antiga para a mais recente.
Durante o Mississípico, proliferam grandes árvores primitivas.